# Oss (artes marciais)
Oss (押忍, Ōsu, sim, senhor) é uma expressão fonética polissêmica. O primeiro kanji vem do verbo 押す (osu), que significa "pressionar" ou "empurrar", e determina a pronúncia de todo o termo. O segundo kanji vem de 忍ぶ (shinobu), que significa "suportar" ou "tolerar" e não é pronunciado. É usada pelos praticantes de Karate-Do no fito de mostrar respeito recíproco.
A expressão significa, de uma maneira mais simples, "perseverança sob pressão". É uma palavra que por si só resume a filosofia do Karate-Do. Um bom praticante é aquele que cultiva o "sentido de oss", de respeito pelo seu parceiro ou adversário.

## História
A expressão foi criada na Escola Naval Japonesa, e é usada universalmente para expressões do dia a dia, como "sim", "por favor", "obrigado", "entendi", "desculpe-me", para cumprimentar alguém etc.

## Escopo
Para o Karate-Do, em quase qualquer situação onde uma resposta seja requerida, o vocábulo é empregado. De outro modo, a expressão quer significar que o carateca deva pressionar a si mesmo ao limite de sua capacidade e suportar.
Não se deve dizer "oss" de forma relaxada, usando apenas a garganta, mas, como tudo no caratê, deve ser pronunciado usando o hara. Pronunciado durante o cumprimento, expressa respeito, simpatia e confiança no colega. Também diz ao sensei que as instruções foram compreendidas, e que o estudante irá fazer o melhor para segui-las.
Sua aplicação, na maioria dos casos:
1. Ao chegar e ao sair do local de treino: o carateca ao chegar na entrada do dojo assume a posição de cumprimento em pé (Ritsurei), pronuncia vigorosamente, para avisar ao sensei, aos praticantes mais graduados e/ou mais vetustos (senpai) e menos graduados e/ou neófitos (kohai) de sua chegada ou saída. Quando o dojo estiver vazio, faz-se em respeito ao local e ao Mestre Funakoshi (tratando-se de Saudação Simbólica);
2. Quando do encontro com outro praticante: a saudação deve chegar primeiro, de maneira vigorosa e com vivacidade, partindo sempre do menos graduado para o mais graduado. O aperto de mãos que vem em seguida já se procede de maneira contrária. Claro, porém, que o senpai não se negará a apertar a mão do kohai caso o mesmo venha a estender a mão primeiro.